# (12530) Richardson
(12530) Richardson (1998 KO46) – planetoida z pasa głównego asteroid okrążająca Słońce w ciągu 4,21 lat w średniej odległości 2,61 j.a. Odkryta 22 maja 1998 roku.